# Rockapella
Rockapella es un grupo musical estadounidense formada en 1986 en Nueva York. Su estilo musical se compone de canciones a cappella con ritmos de rock, de ahí su nombre. Su repertorio consiste en temas remasterizados de pop y rock con música oral.
En un principio obtuvieron gran éxito en Japón mientras que en su país de origen fueron conocidos simplemente por componer el tema musical del concurso Where in the World Is Carmen Sandiego?.
Su discografía está formada por diecisiete álbumes (en Estados Unidos y territorios de ultramar) y tres discos en Japón.

## Historia

### Primeros años (1988-91)
El grupo se formó en 1986 por los alumnos de la Universidad de Brown: Sean Altman, Elliott Kerman, Steve Keyes y David Stix. Cada uno estuvo en un grupo a cappella llamado High Jinks pero en tiempos alternos. De los cuatro, Altman era el más veterano siendo este el único que tuvo contacto con los demás. Tras la graduación, volvieron a encontrarse en Nueva York y dar el paso adelante. Los comienzos de la banda fueron simplemente tocar en las esquinas de la ciudad canciones de vodevil y arreglos de A cappella aparte de rock contemporáneo. Como fuente de ingresos, tan solo disponían de un sombrero en el que la gente que pasaba por el lugar les daba dinero hasta que empezaron a actuar en fiestas privadas y conciertos por toda Nueva York.
En 1987, Stix abandonó el grupo para emprender su carrera en solitario siendo sustituido por Charlie Evett. En el mismo año, una actuación celebrada en una fiesta para Kathie Lee Gifford les llevaron a actuar en The Morning Show de WABC-TV presentado por Regis Philbin y la propia Gifford en el programa vespertino antes de saltar al mercado nacional. Una interpretación suya del tema de Calipso: Zombie Jamboree atrajo la atención del productor Gerard Brown, el cual invitó a la banda a actuar en el programa de la PBS: Great Performances en el especial Spike Lee & Company - Do It A Capella, el cual les llevó a lo más alto. Sin embargo, Evett dejó el grupo para continuar su carrera de diseñador de software en 1988, en su lugar fue sustituido por Barry Carl en 1989.

### Where in the World Is Carmen Sandiego (1991-97)
Aparte de los especiales de la PBS y varios programas de mañana, los productores de Rockapella les informaron de un próximo concurso educativo titulado Where in the World Is Carmen Sandiego?. Llegados a este punto, Keyes ya había decidido irse del grupo para relanzar su carrera de derecho, sin embargo continuó siendo parte de Rockapella cuando se presentaron a las pruebas de grabación del tema musical del programa. Tras la graduación de Keyes en 1991, fue sustituido por Scott Leonard, quien ya estuviera tiempo atrás en un grupo digi rock en el Disneyland de Tokio. Entre los comienzos de Leonard en la banda hasta tomarse un descanso televisivo, empezaron su escalada a la fama tras participar en el programa de HBO: Chez Whoopi con Whoopi Goldberg, un anuncio de la compañía Taco Bell y teloneros en conciertos de Styx, Billy Joel y The Persuasions, a los que ya conocieron en el programa de Do It A Capella. También actuaron el primer programa de año nuevo de Jay Leno en The Tonight Show en 1992.
La primera aparición del grupo en el concurso fue en septiembre de 1991 durante cinco años y 295 ediciones. En 1993, Jeff Thatcher se unió al grupo como líder vocalista, aunque solo apareció durante la quinta y última temporada. Mientras que el país entero les veía desde sus hogares, Leonard utilizó sus influencias en el mercado musical japonés para formar un contrato con la discográfica ForLife Records con el que publicaron siete álbumes durante sus actuaciones en el programa de Carmen Sandiego y las actuaciones a cappella en Japón.

### Después de Carmen Sandiego (1997 hasta el presente)
Tras el final del concurso en 1996, Altman abandonó el grupo para centrarse en su carrera en solitario un año después siendo sustituido por Kevin Wright; esto significó el comienzo de su popularidad a finales de los años 90 y primeros de los años 2000. Un contrato discográfico entre 1998 hasta el 1999 y dos anuncios de cafés de la marca Folger entre 1999 al 2001 aparte de otro programa especial en PBS les llevaron a ser conocidos como los pioneros de la música a cappella en la actualidad. En 2002 Carl fue sustituido por George Baldi III. Un año después, la banda empezó su gira anual "A Rockapella Holiday", y en 2004 publicaron un álbum en directo al igual que volvieron a lanzar otros trabajos anteriores cuando estaban con la discográfica Shakariki Records. Aquel mismo año, el barítono y el único que quedaba en el grupo desde sus inicios: Kerman decide irse y es sustituido por John K. Brown. Esta nueva incorporación inició el cambio de la era a la que el grupo empezó a llamar "El Nuevo Rockapella" en el que esta vez había más coreografía y ritmo en sus conciertos. Entre 2005 a 2009, Rockapella se centró en el mercado internacional por Europa y Asia como Japón en el que ya eran conocidos. En 2006 actuó con Boston Pops en la región Este de Estados Unidos en el que realizaron un concierto entre ambas orquestas, primero juntos y luego separados en una actuación que jamás habían realizado: con instrumentos. En agosto de 2009 Wright declaró que estaba pensando en abandonar el grupo a finales de año para pasar más tiempo con su familia; su última actuación como miembro fue el 22 de diciembre del mismo año, y fue remplazado por Steven Dorian.
En agosto de 2010, Rockapella anunció que actuarían por primera vez a bordo del crucero Galaxsea de la compañía de Cruceros Cruise Lines entre los días 23 y 30 de enero de 2011 en el que se incluía conciertos privados y un convite con el grupo. En septiembre de 2010, la banda publicaría Bang, su primer álbum de estudio desde 2002 en formato digital vía iTunes, Amazon.com y en su website. Los CD estuvieron a la venta a partir de octubre. El 17 de diciembre, PAID Inc., rama de la discográfica anunció la colaboración con Fairwood Studios que resultó en la primera banda de a cappella en aparecer en Rock Band Network. El proyecto de la realización de Bang como el primer sencillo de su nuevo álbum apareció en la primera pista del Rock Band con cuatro instrumentos en directo u sintetizado en verano de 2010, y fue publicado en 2011 por 160 monedas de Microsoft Points (1,99). El sencillo vino acompañado de un videoclip publicado en YouTube en el que el vocalista canta junto con Leonard con Brown a la guitarra y Dorian como corista, el guitarrista bajo acompañaba los bajos de Baldi y en la zona de percusión se encontraba Thacher en sus notas.[cita requerida] A primeros de 2011, la versión de It's A Small World del álbum Comfort & Joy apareció en el tráiler de la película animada Gnomeo and Juliet. Además de sus habituales festivales, en noviembre y diciembre de 2011, Rockapella volvió a reencontrarse con Boston Pops durante su gira de Navidad, siendo esta la primera para el grupo.

## Miembros
A lo largo de los años se han producido varios cambios en el grupo debido a que muchos se fueron por motivos diferentes: carreras, asuntos personales y proseguir la carrera en solitario.
| Año  | Contratenor   | Tenor         | Barítono/ Segundo tenor | Bajo             | Vocalista percusión |
| ---- | ------------- | ------------- | ----------------------- | ---------------- | ------------------- |
| 1986 | Steve Keyes   | Sean Altman   | Elliott Kerman          | David Stix       |                     |
| 1987 | Steve Keyes   | Sean Altman   | Elliott Kerman          | Charlie Evett    |                     |
| 1988 | Steve Keyes   | Sean Altman   | Elliott Kerman          | Barry Carl       |                     |
| 1989 | Steve Keyes   | Sean Altman   | Elliott Kerman          | Barry Carl       |                     |
| 1990 | Steve Keyes   | Sean Altman   | Elliott Kerman          | Barry Carl       |                     |
| 1991 | Scott Leonard | Sean Altman   | Elliott Kerman          | Barry Carl       |                     |
| 1992 | Scott Leonard | Sean Altman   | Elliott Kerman          | Barry Carl       |                     |
| 1993 | Scott Leonard | Sean Altman   | Elliott Kerman          | Barry Carl       | Jeff Thacher        |
| 1994 | Scott Leonard | Sean Altman   | Elliott Kerman          | Barry Carl       | Jeff Thacher        |
| 1995 | Scott Leonard | Sean Altman   | Elliott Kerman          | Barry Carl       | Jeff Thacher        |
| 1996 | Scott Leonard | Sean Altman   | Elliott Kerman          | Barry Carl       | Jeff Thacher        |
| 1997 | Scott Leonard | Kevin Wright  | Elliott Kerman          | Barry Carl       | Jeff Thacher        |
| 1998 | Scott Leonard | Kevin Wright  | Elliott Kerman          | Barry Carl       | Jeff Thacher        |
| 1999 | Scott Leonard | Kevin Wright  | Elliott Kerman          | Barry Carl       | Jeff Thacher        |
| 2000 | Scott Leonard | Kevin Wright  | Elliott Kerman          | Barry Carl       | Jeff Thacher        |
| 2001 | Scott Leonard | Kevin Wright  | Elliott Kerman          | Barry Carl       | Jeff Thacher        |
| 2002 | Scott Leonard | Kevin Wright  | Elliott Kerman          | George Baldi III | Jeff Thacher        |
| 2003 | Scott Leonard | Kevin Wright  | Elliott Kerman          | George Baldi III | Jeff Thacher        |
| 2004 | Scott Leonard | Kevin Wright  | John K. Brown           | George Baldi III | Jeff Thacher        |
| 2005 | Scott Leonard | Kevin Wright  | John K. Brown           | George Baldi III | Jeff Thacher        |
| 2006 | Scott Leonard | Kevin Wright  | John K. Brown           | George Baldi III | Jeff Thacher        |
| 2007 | Scott Leonard | Kevin Wright  | John K. Brown           | George Baldi III | Jeff Thacher        |
| 2008 | Scott Leonard | Kevin Wright  | John K. Brown           | George Baldi III | Jeff Thacher        |
| 2009 | Scott Leonard | Kevin Wright  | John K. Brown           | George Baldi III | Jeff Thacher        |
| 2010 | Scott Leonard | Steven Dorian | John K. Brown           | George Baldi III | Jeff Thacher        |
| 2011 | Scott Leonard | Steven Dorian | John K. Brown           | George Baldi III | Jeff Thacher        |
| 2012 | Scott Leonard | Steven Dorian | John K. Brown           | George Baldi III | Jeff Thacher        |

## Discográfica

### Publicaciones domésticas
| Año                | Álbum                | Miembros                                      | Discográfica                                             |
| ------------------ | -------------------- | --------------------------------------------- | -------------------------------------------------------- |
| Noviembre de 2011  | A Rockapella Holiday | Leonard, Dorian, Brown, Baldi, Thacher        | Shakariki Records / PAID, Inc.                           |
| Septiembre de 2010 | Bang                 | Leonard, Dorian, Brown, Baldi, Thacher        | Shakariki Records / PAID, Inc.                           |
| Junio de 2004      | Live In Japan        | Leonard, Wright, Kerman, Baldi, Thacher       | Shakariki Records                                        |
| Noviembre de 2002  | Comfort & Joy        | Leonard, Wright, Kerman, Baldi, Thacher       | Amerigo Records Re-released on Shakariki Records in 2004 |
| Agosto de 2002     | Smiling              | Leonard, Wright, Kerman, Carl, Baldi, Thacher | Amerigo Records Re-released on Shakariki Records in 2004 |
| Marzo de 2001      | In Concert           | Leonard, Wright, Kerman, Carl, Thacher        | J-Bird Records Re-released on Shakariki Records in 2004  |
| Octubre de 2000    | Christmas            | Leonard, Wright, Kerman, Carl, Thacher        | J-Bird Records Re-released on Shakariki Records in 2004  |
| Marzo de 2000      | 2                    | Leonard, Wright, Kerman, Carl, Thacher        | J-Bird Records Re-released on Shakariki Records in 2004  |
| Febrero de 1999    | Don't Tell Me You Do | Leonard, Wright, Kerman, Carl, Thacher        | J-Bird Records Re-released on Shakariki Records in 2004  |
| Mediados de 1997   | Rockapella           | Leonard, Wright, Kerman, Carl, Thacher        | Independent                                              |
| Mediados de 1996   | Lucky Seven          | Leonard, Altman, Kerman, Carl, Thacher        | Independent                                              |
| Mediados de 1995   | Primer               | Leonard, Altman, Kerman, Carl, Thacher        | Independent                                              |

### Publicaciones internacionales
| Año               | Álbum                            | Miembros                               | Discográfica    |
| ----------------- | -------------------------------- | -------------------------------------- | --------------- |
| 2002              | In Concert                       | Leonard, Wright, Kerman, Carl, Thacher | Rentrak Records |
| Noviembre de 2001 | Christmas                        | Leonard, Wright, Kerman, Carl, Thacher | Rentrak Records |
| Noviembre de 1996 | Lucky Seven: Memories And Dreams | Leonard, Altman, Kerman, Carl, Thacher | ForLife Records |
| Noviembre de 1995 | Best Fest                        | Leonard, Altman, Kerman, Carl, Thacher | ForLife Records |
| Noviembre de 1994 | Out Cold                         | Leonard, Altman, Kerman, Carl, Thacher | ForLife Records |
| Abril de 1994     | Vocobeat                         | Leonard, Altman, Kerman, Carl, Thacher | ForLife Records |
| Diciembre de 1992 | Bash!                            | Leonard, Altman, Kerman, Carl          | ForLife Records |
| Mayo de 1992      | From N.Y.                        | Leonard, Altman, Kerman, Carl          | ForLife Records |
| Mayo de 1992      | To N.Y.                          | Leonard, Altman, Kerman, Carl          | ForLife Records |

### Recopilatorios
| Año                | Álbum           | Miembros                               | Discográfica    |
| ------------------ | --------------- | -------------------------------------- | --------------- |
| Septiembre de 2002 | Best A Cappella | Leonard, Altman, Kerman, Carl, Thacher | ForLife Records |
| 2002               | More Than Ever  | Leonard, Wright, Kerman, Carl, Thacher | Rentrak Records |

### Publicaciones desafiliadas
| Año         | Álbum                      | Miembros                                | Discográfica |
| ----------- | -------------------------- | --------------------------------------- | ------------ |
| Summer 2005 | Live At Duo Music Exchange | Leonard, Wright, Kerman, Baldi, Thacher | Duo Records  |

### Varias publicaciones
| Año  | Álbum                                      | Miembros                                | Single |
| ---- | ------------------------------------------ | --------------------------------------- | --- |
| 2007 | Hokie Nation: An A Cappella Tribute        | Leonard, Wright, Kerman, Carl, Thacher  | "I'll Hear Your Voice"                                                                                                 |
| 2002 | 20 Christmas Stars, Vol. IV                | Leonard, Wright, Kerman, Baldi, Thacher | "Merry Christmas Darling"                                                                                              |
| 2000 | The Mark & Brian Show: Little Drummer Boys | Leonard, Wright, Kerman, Carl, Thacher  | Silver Bells" (Live performance)                                                                                       |
| 2000 | A Cappella Christmas Party                 | Leonard, Altman, Kerman, Carl           | "Hold Out For Christmas"                                                                                               |
| 1999 | Revival – Sam Harris                       | Leonard, Wright, Kerman, Carl, Thacher  | "A Change In My Life" (Background vocals)                                                                              |
| 1996 | Voices Only: A Cappella Originals          | Leonard, Altman, Kerman, Carl, Thacher  | "Bed Of Nails" |
| 1994 | Biggest Little Ticket                      | Leonard, Altman, Kerman, Carl, Thacher  | "I Like You Very Much"                                                                                                 |
| 1993 | Carmen Sandiego: Out of This World         | Leonard, Altman, Kerman, Carl, Thacher  | "Big Wet Rag" |
| 1993 | Put On Your Green Shoes                    | Leonard, Altman, Kerman, Carl           | "Light Of The Sun" w/Richie Havens                                                                                     |
| 1993 | Muppet Beach Party                         | Leonard, Altman, Kerman, Carl           | "PapaOomMowMow" |
| 1992 | Where in the World is Carmen Sandiego?     | Leonard, Altman, Kerman, Carl, Yazbek   | "Capital" "Everything To Me" "My Home" "Let's Get Away From It All" "Indiana" "Where In The World Is Carmen Sandiego?" |
| 1992 | Modern A Cappella                          | Leonard, Altman, Kerman, Carl           | "Zombie Jamboree" |
| 1991 | Zappa's Universe                           | Leonard, Altman, Kerman, Carl           | "Elvis Has Left The Building" "Heavenly Bank Account"                                                                  |
| 1990 | Spike Lee & Company: Do It A Cappella      | Keyes, Altman, Kerman, Carl             | "Zombie Jamboree" "Under The Boardwalk" (with True Image)                                                              |

### Solo/Otros CD
| Año             | Álbum                      | Artista                             |
| --------------- | -------------------------- | ----------------------------------- |
| 1997            | SeanDEMOnium               | Sean Altman                         |
| Marzo de 2002   | Alt.mania                  | Sean Altman                         |
| Junio de 2005   | Losing Streak              | Sean Altman                         |
| 2006            | Unorthodox                 | Sean Altman (What I Like About Jew) |
| 2008            | Taller Than Jesus          | Sean Altman (JEWMONGOUS)            |
| 2005            | Glory                      | The GrooveBarbers                   |
| Marzo de 2010   | Guts                       | The GrooveBarbers                   |
| Julio de 2004   | The SoLow Project          | Barry Carl                          |
| 1996            | My Favorites: The Bee Gees | Scott Leonard                       |
| Febrero de 1999 | Bluespeel                  | Scott Leonard (Flying Faders)       |
| 2002            | Nice Kitty                 | Scott Leonard (fi-Ling Fader)       |
| Mayo de 2007    | 1man1mike                  | Scott Leonard                       |
| Marzo de 2010   | Tokyo Robots               | Scott Leonard                       |
| Enero de 2009   | Essence of Worship         | John K. Brown                       |
| Enero de 2009   | God Has A Hold On Me       | John K. Brown                       |
| Junio de 2010   | bOOmbOOm                   | John K. Brown                       |
| Junio de 2011   | Unplugged                  | John K. Brown                       |